# Анхулі Ладрон де Гевара
Анхулі Маріана Ландрон де Гевара Геренья (ісп. Anjuli Mariana Ladrón de Guevara Güereña; нар. 7 жовтня 1986, Пуерто-Вальярта, Халіско, Мексика) — мексиканська футболістка, воротар клубу «Тіхуана» та жіночої збірної Мексики. Окрім футболу займалася боксом, регбі, американським футболом, метанням спису, гандболлом, футзалом та пляжним футболом. Протягом футбольної кар'єри виступала на двох чемпіонатах світу (U-19 та U-20), Панамериканськтх іграх, Передолімпійському турнірі КОНКАКАФ та двох уніеситетських чемпіонатах світу. На професіональному клубному рівні виступала у США, Україні, Росії та Іспанії.

## Життєпис
Футбольну кар'єру розпочала в мексиканському клубі «Атлас», потім грала в американському клубі «Клаб Медик Марін Каунті». У 2006 році повернулася до Мексики, виступала в «Гвадалахарі». У 2008 році виїхала до України, де підписала контракт з «Нафтохіміком» (Калуш). Потім грала у США за «Санта-Кларіта Блу Гіт» та мексиканський клуб «Пуебла». З 2009 по 2012 році навчалася в Технологічному університеті Монтеррея на спеціальність комунікації. Водночас виступала за університетську футбольну команду, яка мала назву «Боррегітас».
У 2012 році виступала за російський клуб «Зоркий», у футболці якого грала в жіночій Лізі чемпіонів. Того ж 2012 року повернулася до Мексики, щоб продовжити навчання в Латиноамериканському уінверситеті, яке завершила в 2015 році. Виступала за іспанський клуб «Сан-Ісідро». З 2017 року захищає кольори мексиканського клубу «Тіхуана».
У 2006 році у футболці молодіжної збірної Мексики виступала на молодіжному чемпіонаті світу. Виступала на двох Універсіадах; у китайському Женьшені (2011) посіла 8-е місце, а в 2013 році в російській Казані стала срібною призеркою. На Панамериканських іграх 2007 року разом зі збірною Мексики посіла 4-е місце.